# Juanele
Juan Castaño Quirós, känd som Juanele, född 10 april 1971, är en spansk före detta professionell fotbollsspelare. Han spelade som anfallare för fotbollsklubbarna Sporting de Gijón B, Sporting de Gijón, Tenerife, Real Zaragoza, Terrassa, Real Avilés, Camocha och Roces mellan 1989 och 2008. Han vann också två Copa del Rey med Real Zaragoza. Juanele spelade också fem landslagsmatcher för det spanska fotbollslandslaget 1994.